# ستيفن بلوم (سياسي)
ستيفن بلوم (بالإنجليزية: Stephen Bloom)‏ هو محامي وسياسي أمريكي، ولد في 10 أكتوبر 1961 في الولايات المتحدة. حزبياً، نشط في الحزب الجمهوري. وقد انتخب عضو مجلس نواب بنسيلفانيا.

## وصلات خارجية
- الموقع الرسمي